# 重庆公寓

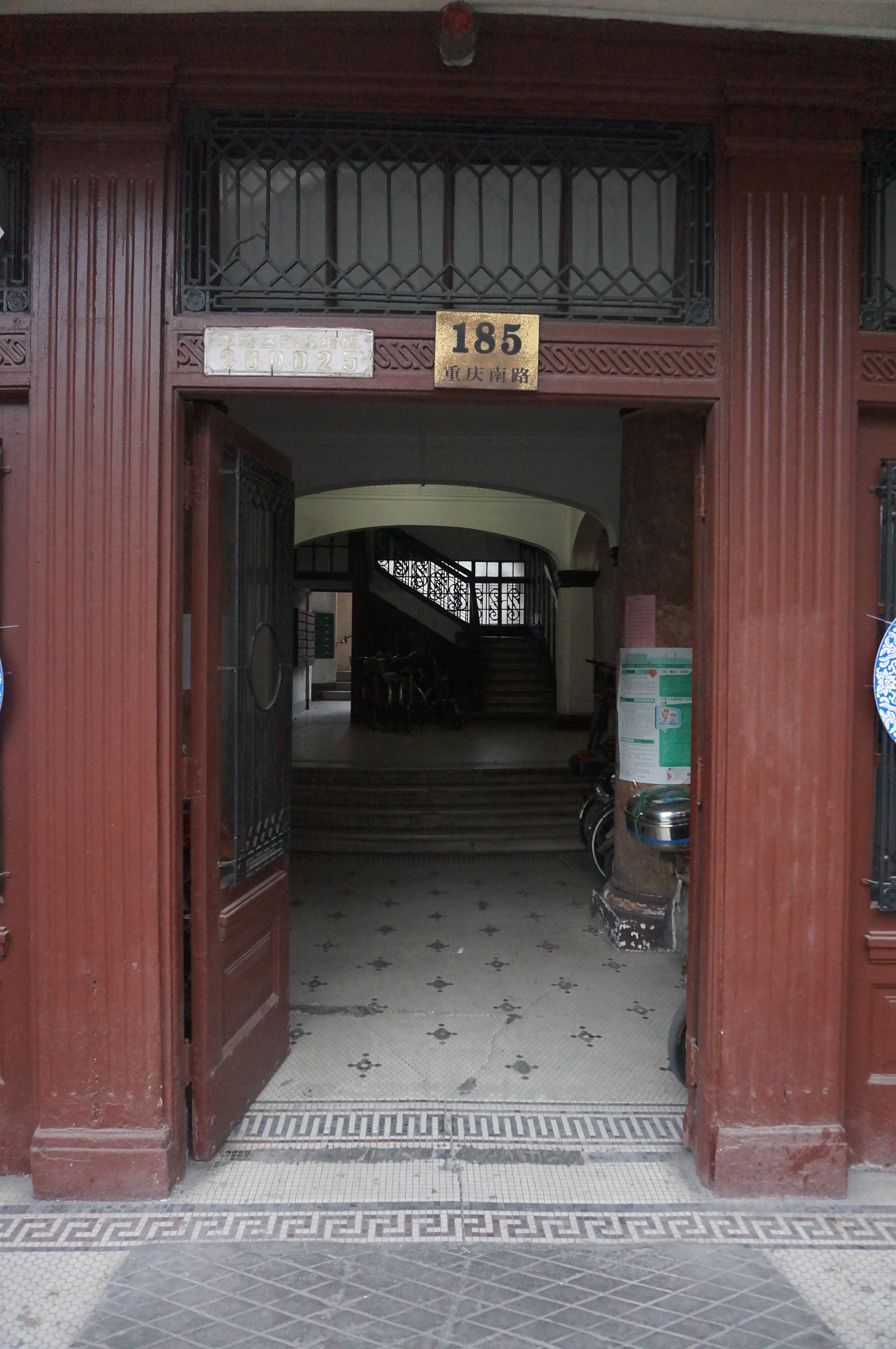
公寓入口

重庆公寓旧称吕班公寓，位于上海市重庆南路185号，复兴中路重庆南路路口。公寓建成于1931年，因坐落于当时的吕班路（今重庆南路），而得其旧名吕班公寓。1929年至1931年，美国记者、作家艾格尼丝·史沫特莱曾居住于此。
1999年，重庆公寓入选第三批上海市优秀历史建筑。2025年春节后，重庆公寓启动大修，历时半年时间完成。

## 建筑特色
重庆公寓原为四层，20世纪八十年代加盖一层，钢筋混凝土结构。平面按道路转角布局，转角处主入口立面设有挑出阳台，上方现设有一颗五角星。大楼局部即壁柱上部及女儿墙采用了装饰艺术的建筑风格。

## 史沫特莱旧居
史沫特莱在1929年以德国《法兰克福时报》的特派记者的身份来到上海，以吕班公寓作为该报办事处，这里从而也就成为史沫特莱在中国的第一个居住地。1931年，她搬迁至格罗希路70号。在此居住期间，她曾协助宋庆龄组织中国民权保障同盟以及同左翼作家联盟为鲁迅庆祝50岁寿辰。现在其旧居为普通民宅。